# Grote Prijs Jef Scherens 1997
Il Grote Prijs Jef Scherens 1997, trentunesima edizione della corsa, si svolse il 7 settembre 1997 su un percorso di 187 km, con partenza e arrivo a Lovanio. Fu vinto dal belga Stéphane Hennebert della Tönissteiner-Saxon-Colnago davanti al francese Anthony Rokia e al danese Frank Høj.

## Ordine d'arrivo (Top 10)
| Pos. | Corridore           | Squadra                    | Tempo    |
| ---- | ------------------- | -------------------------- | -------- |
| 1    | Stéphane Hennebert  | Tönissteiner-Saxon-Colnago | 4h09'00" |
| 2    | Anthony Rokia       | Cedico-Ville de Charleroi  | s.t.     |
| 3    | Frank Høj           | Collstrop-Zeno Project     | a 4"     |
| 4    | Claude Lamour       | Mutuelle de Seine-et-Marne | s.t.     |
| 5    | Wim Feys            | Lotto-Mobistar-Isoglass    | s.t.     |
| 6    | Christ Hendryckx    | Palmans-Lystex             | s.t.     |
| 7    | Peter Wuyts         |                            | a 48"    |
| 8    | Grzegorz Rosolinski | Mroz                       | a 1'28"  |
| 9    | Raimondas Rumsas    | Mroz                       | a 2'03"  |
| 10   | Oleg Pankov         | RDM-Asfra-Sitra            | a 2'07"  |